# مصد الموج

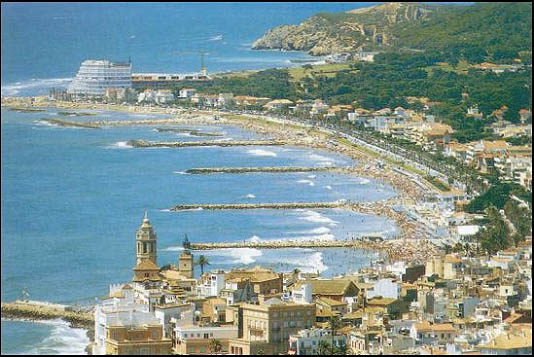
جروينز في ستجس في قطلونية في إسبانيا

مِصَدُّ الموج هيكل صلب يُبنى متعامدًا على الشاطئ المحيط (في لهندسة الشواطئ ) أو ضفة النهر، ما يقطع تدفق المياه ويحد من حركة الرواسب ويقي سطوة الموج. عادة ما تكون مصنوعة من الخشب أو الخرسانة أو الحجر.